# Selston
Selston – wieś w Anglii, w hrabstwie Nottinghamshire, w dystrykcie Ashfield. Leży 18 km na północny zachód od miasta Nottingham i 191 km na północny zachód od Londynu. W 2001 miejscowość liczyła 12 208 mieszkańców.